# 小行星9218
小行星9218（英語：9218 Ishiikazuo）是一颗围绕太阳公转的小行星。1995年11月20日，小林隆男在大泉天文台发现了此天体。
这颗小行星的绝对星等为106.52624等。